# Miami Beach (Florida)
Miami Beach város Floridában, Miami-Dade megyében. Lakosainak száma 82 890 fő (2020. április 1.).

## Népesség
A település népességének változása:
| Lakosok száma | 87 779 | 91 917 | 82 890 |
|               | 2010   | 2016   | 2020   |

## Híres személyek

### A város szülöttei
- Martin Greenberg (1941–2011), író
- Everett McGill (* 1945), színész
- David Chesky (* 1956), zenész
- Joe Garcia (* 1963), politikus
- Cheryl Hines (* 1965), színésznő
- Julie Davis (* 1969), színésznő
- Brett Ratner (* 1969), rendező
- Tracy Middendorf (* 1970), színésznő
- Gina Philips (* 1970), színésznő
- Laila Ali (* 1977), ökölvívó
- Noah Schwartz (* 1983), pókerjátékos

### Itt éltek vagy élnek
- John S. Collins (1837–1928), Miami Beach alapítója
- Carl Graham Fisher (1874–1939), üzletember
- Norman Joseph Woodland (1921–2012), a vonalkód feltalálója
- Barry Gibb (* 1946), zenész
- Gianni Versace (1946–1997), divat- és jelmeztervező
- Maurice Gibb (1949–2003), a Bee Gees együttes tagja
- Gloria Estefan (* 1957), énekesnő
- Billy Bean (* 1964), baseballjátékos
- Nathalia Ramos (* 1992), színésznő
- Sophe Rain  (*2004), OF influenszer
- BOP HOUSE(*2024)

## Képek

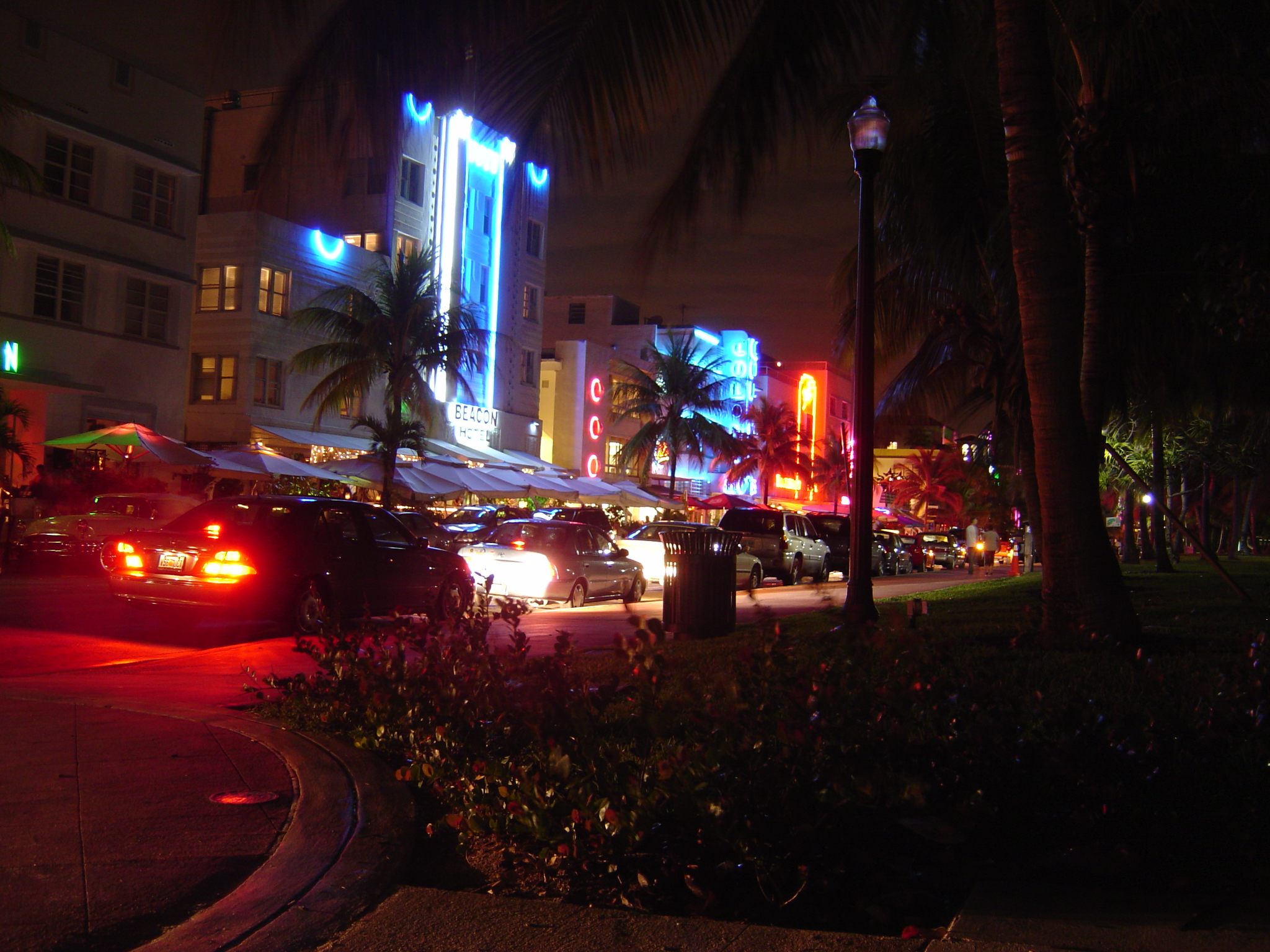
Az art déco városrész South Beachben
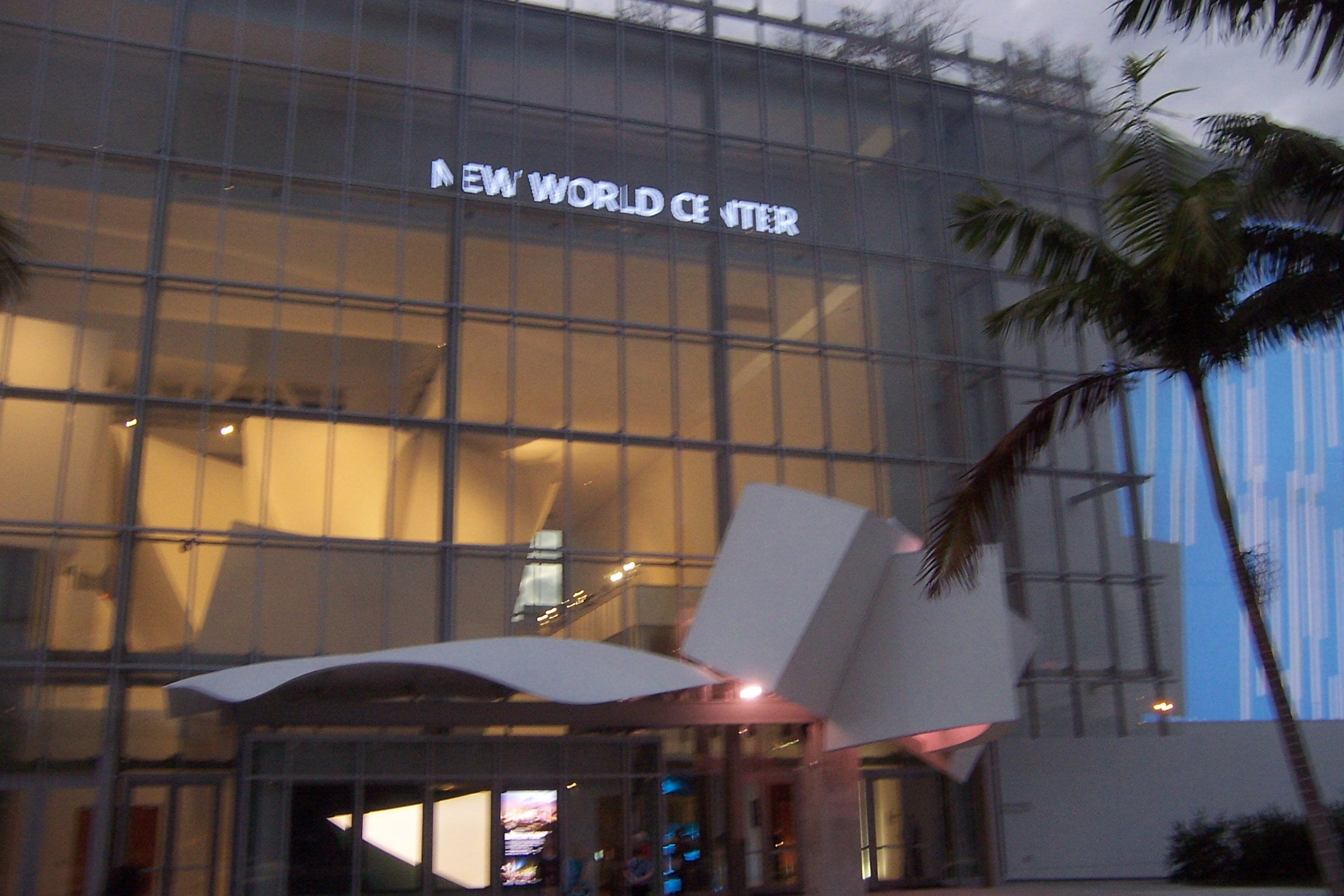
New World Center
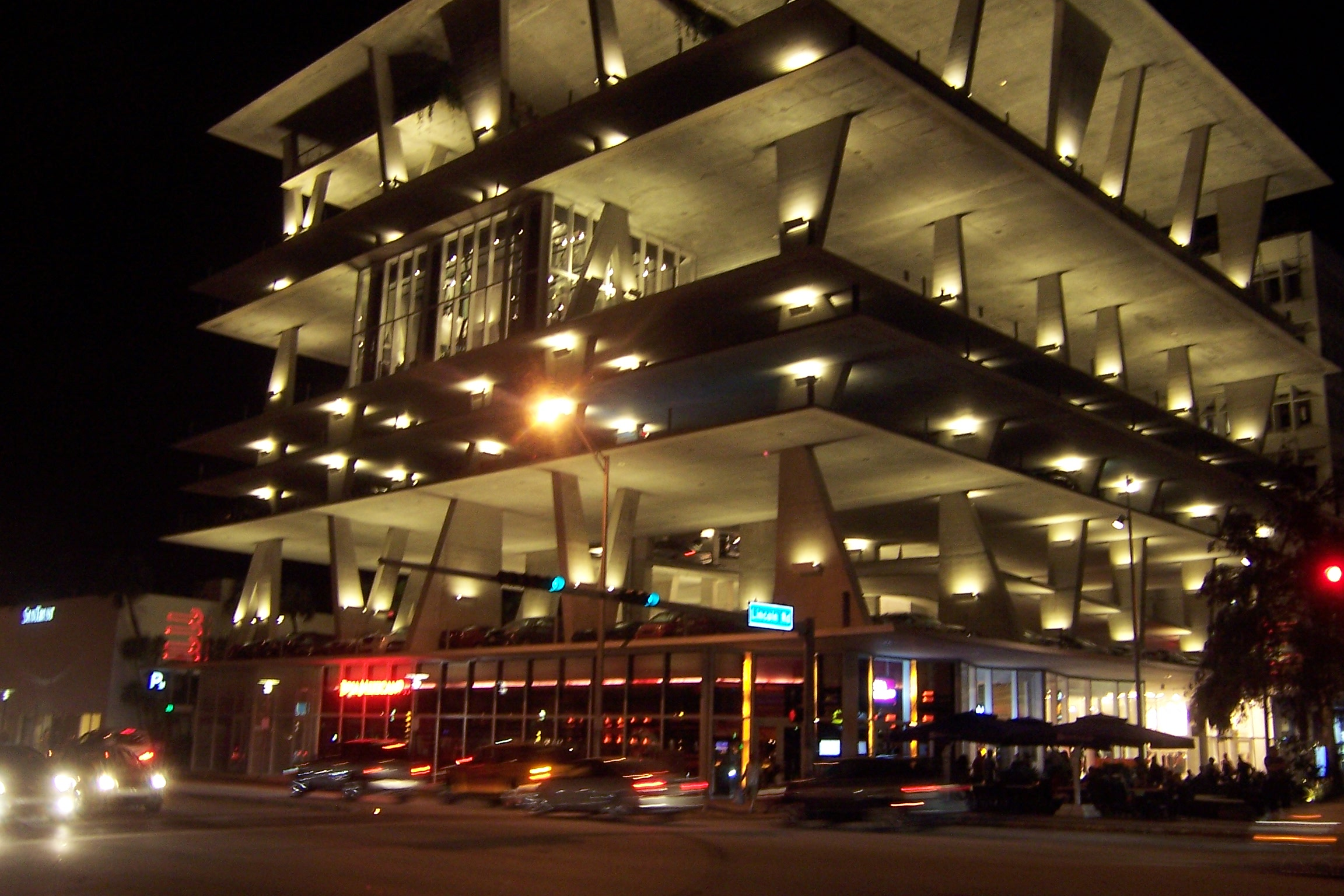
1111 Lincoln Road
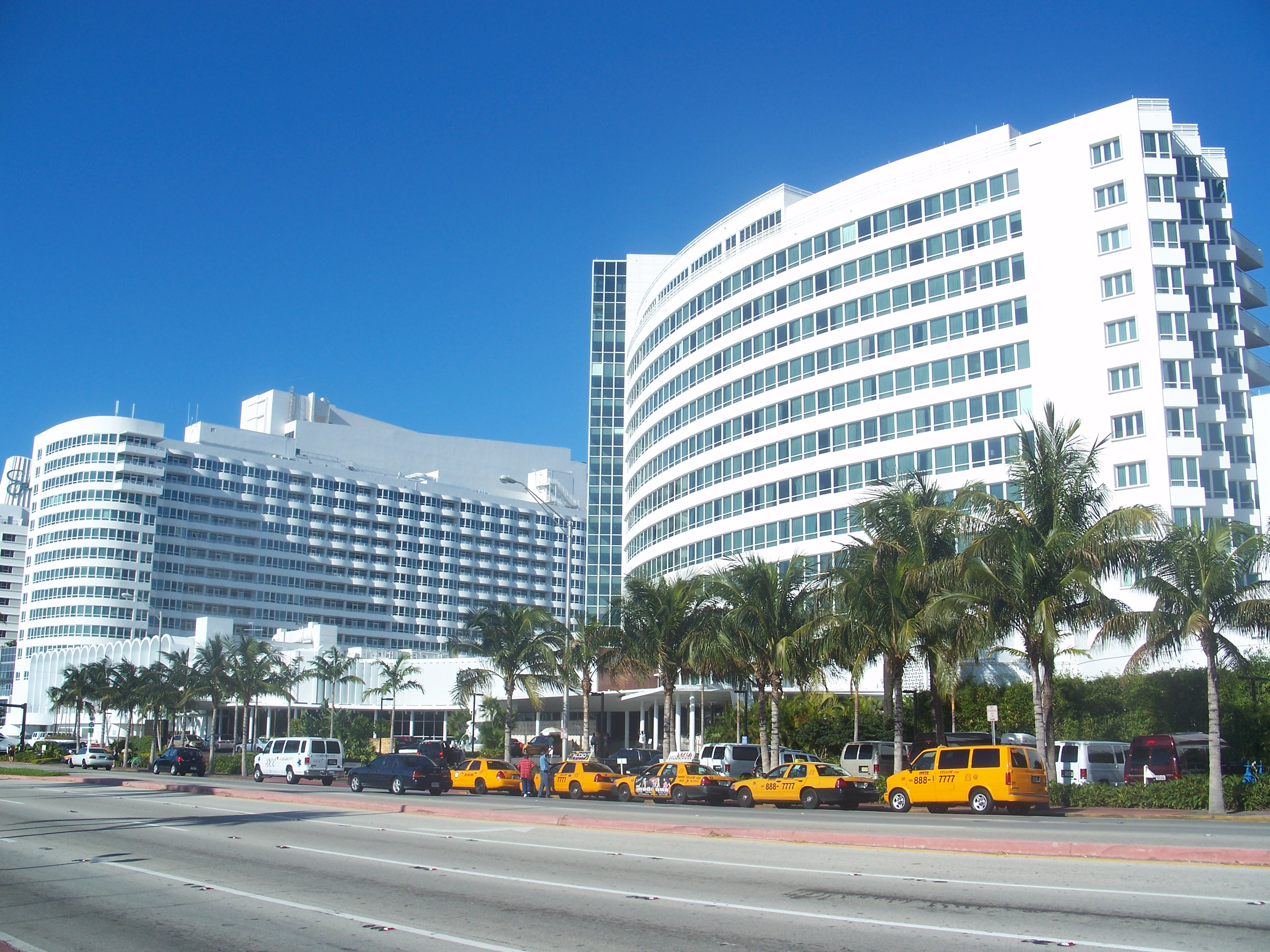
Fontainebleau szálloda
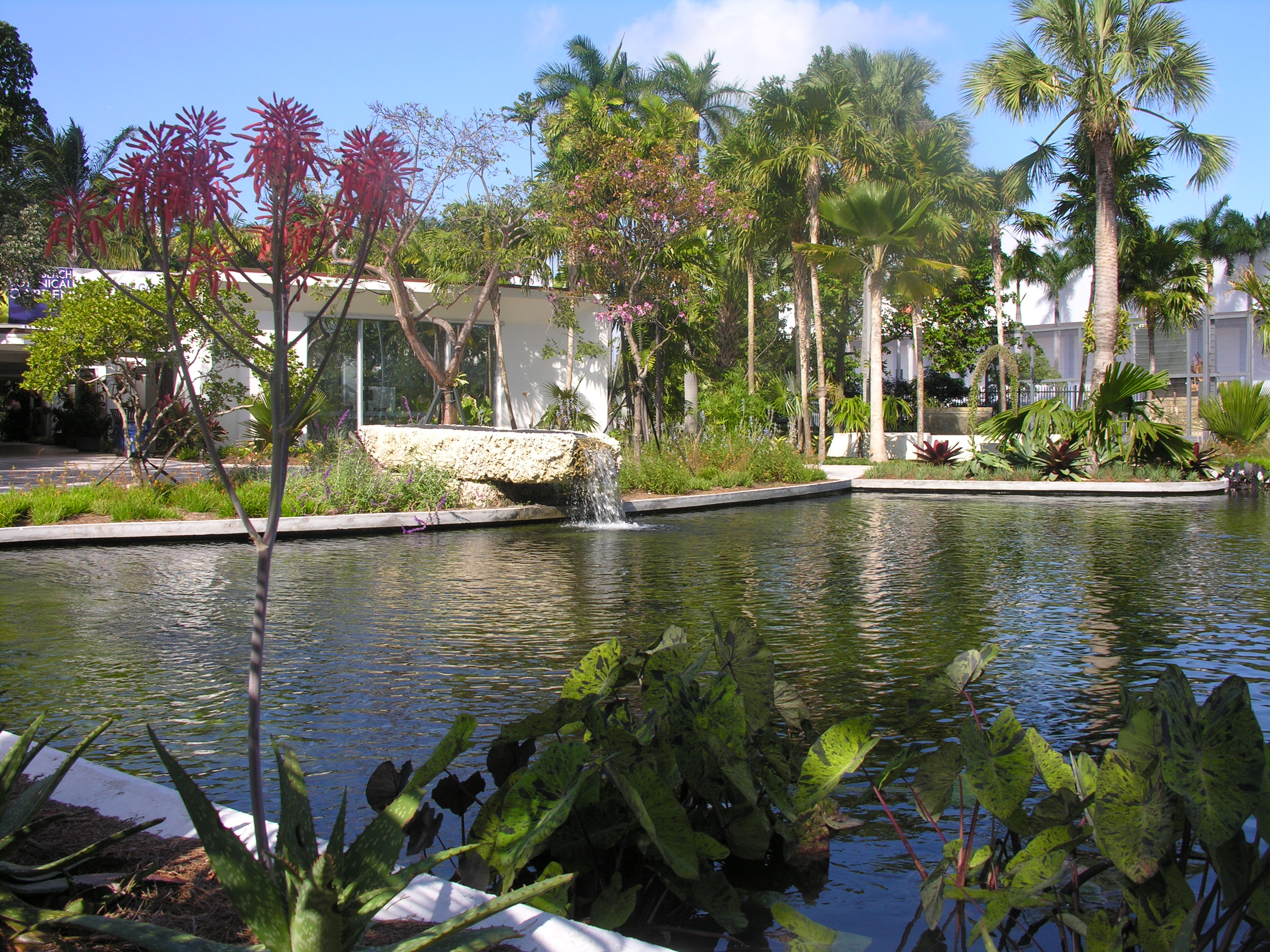
A botanikus kert
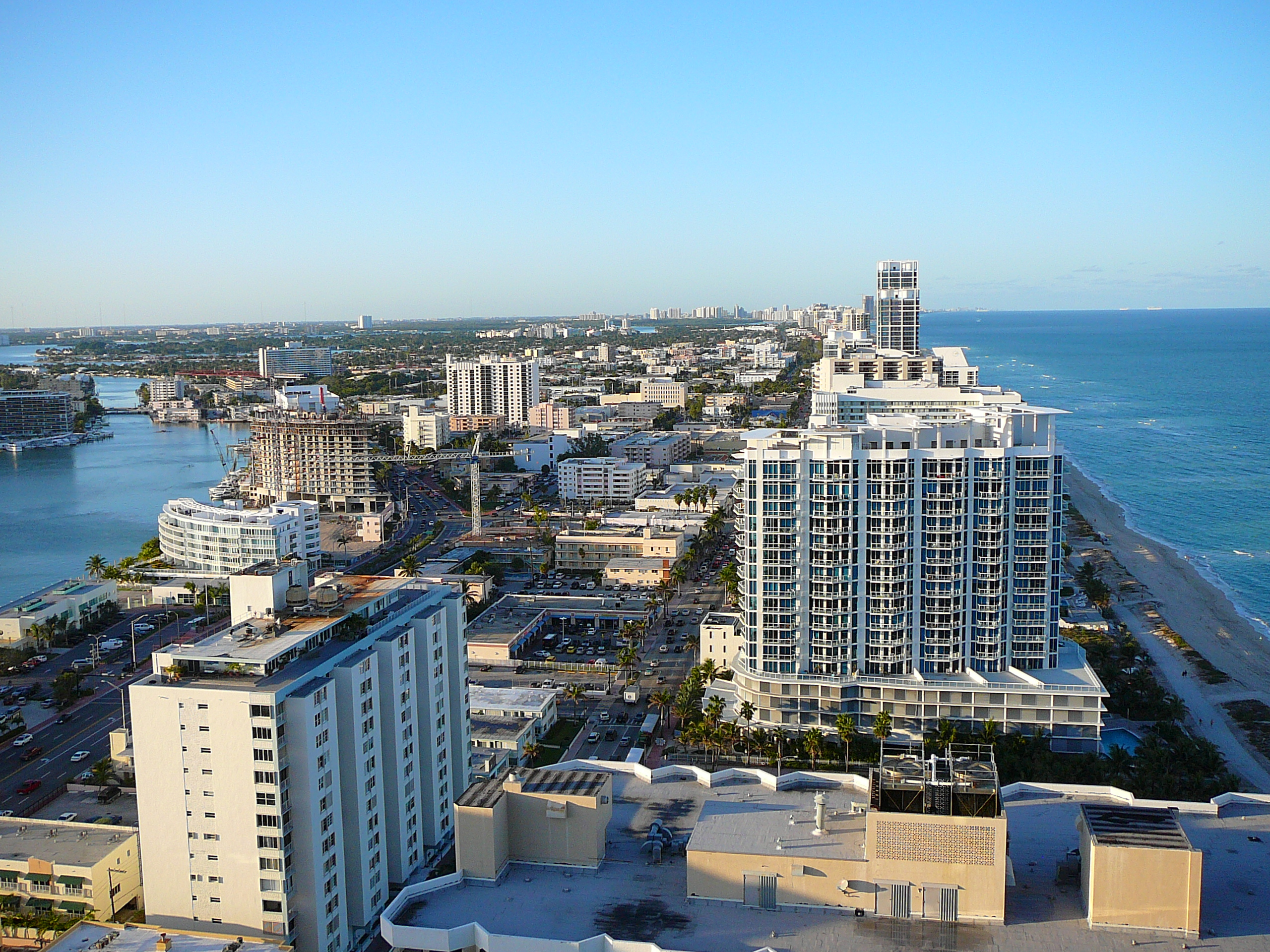
North Beach
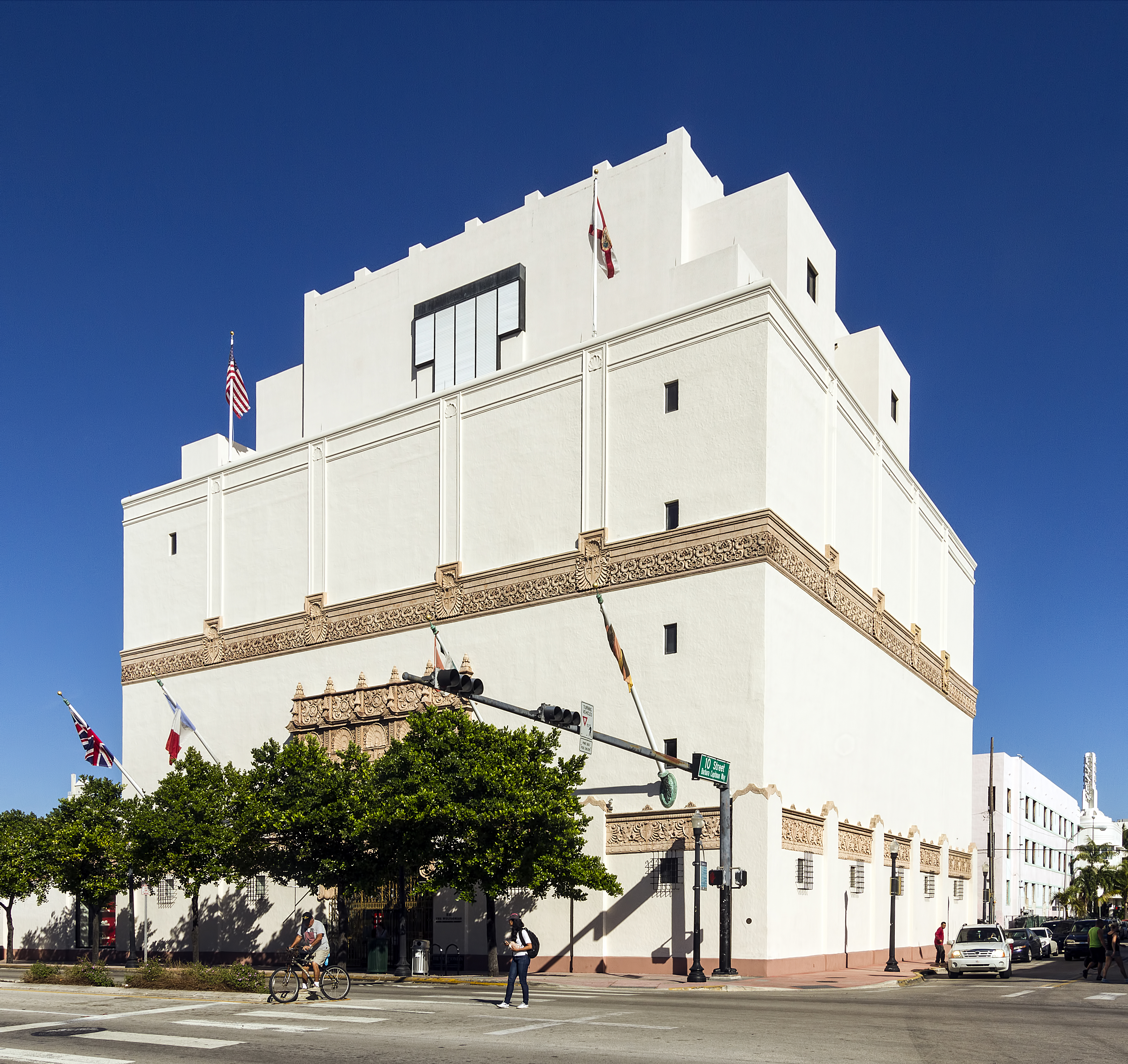
A Wolfsonian-Florida nemzetközi egyetem

## Fordítás
- Ez a szócikk részben vagy egészben  a   Miami Beach című német Wikipédia-szócikk fordításán alapul.  Az eredeti cikk szerkesztőit annak laptörténete sorolja fel. Ez a jelzés csupán a megfogalmazás eredetét és a szerzői jogokat jelzi, nem szolgál a cikkben szereplő információk forrásmegjelöléseként.